# Gibson Les Paul Melody Maker
Гитары модели Melody Maker имеют матовое («неблестящее») лаковое покрытие. В модель Melody Maker привносилось множество различных изменений на протяжении десятилетий её существования. Изменялись форма корпуса (SG Style, Original Style, LP Style), тип бриджа, количество звукоснимателей и т. д. На нынешнем этапе версия данной гитары наиболее близка по её концепции к Les Paul Junior 1954 года.
Оригинальная гитара фирмы Gibson производится в США, Нэшвил. На гитару устанавливается струнодержатель (Stopbar), бридж и ручки (Black Top Hat) цвета «никель».
К гитаре прилагается чехол отделанный чёрной тканью. На чехол нанесён рисунок: логотип «Gibson USA» белого цвета.